# La Mort du cygne (ballet)
Pour les articles homonymes, voir La Mort du cygne.
La Mort du cygne est une variation pour danse en solo de Michel Fokine créé en 1905 par Anna Pavlova, inspiré du Cygne, treizième mouvement du Carnaval des animaux de Camille Saint-Saëns.

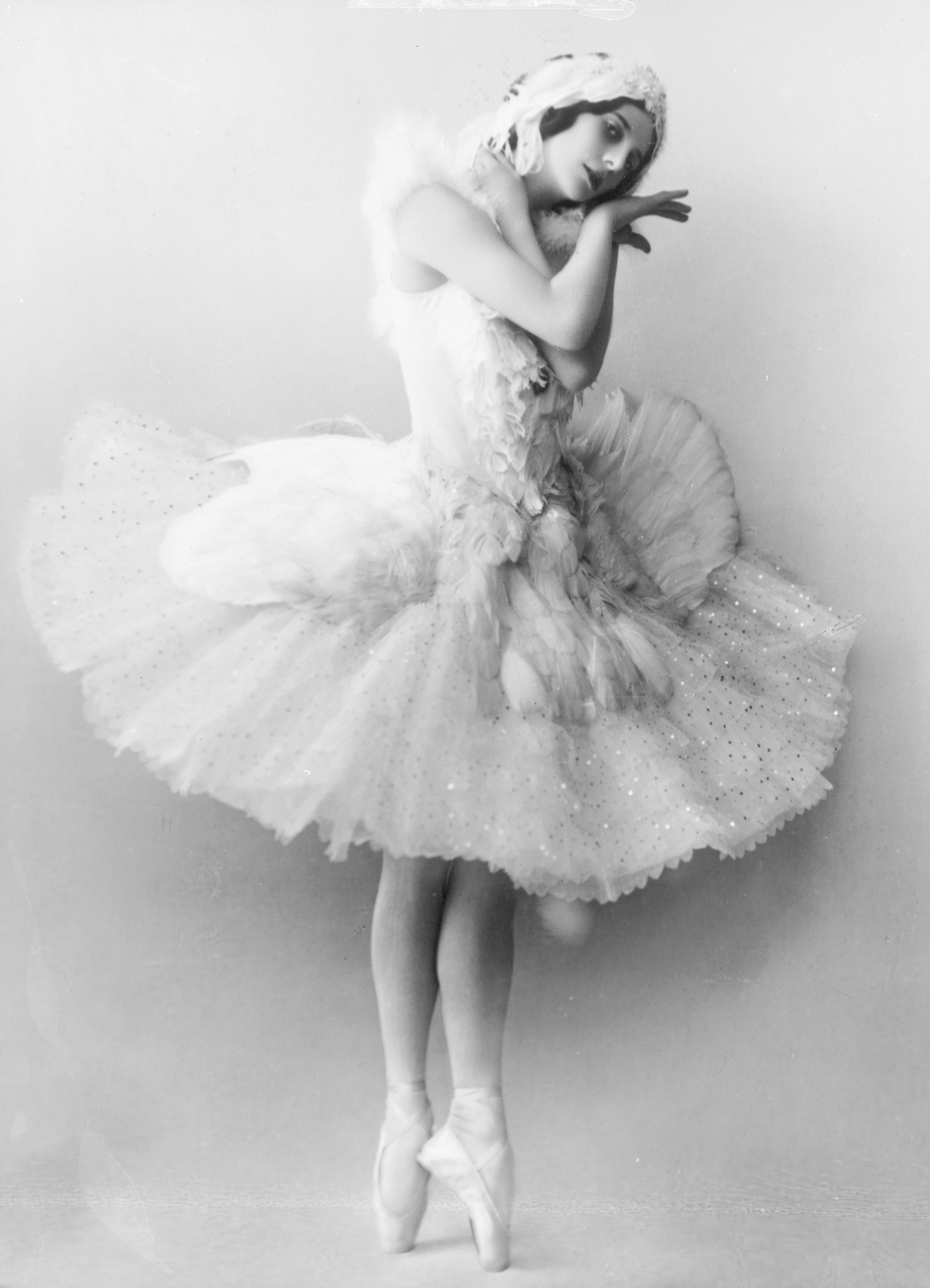
Anna Pavlova dans son costume de La Mort du cygne.
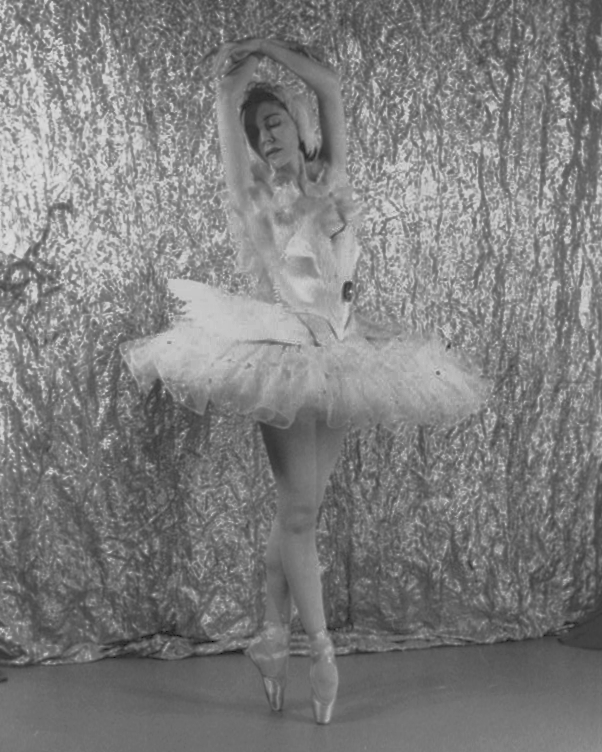
Alicia Markova en costume de La Mort du cygne, 1948.
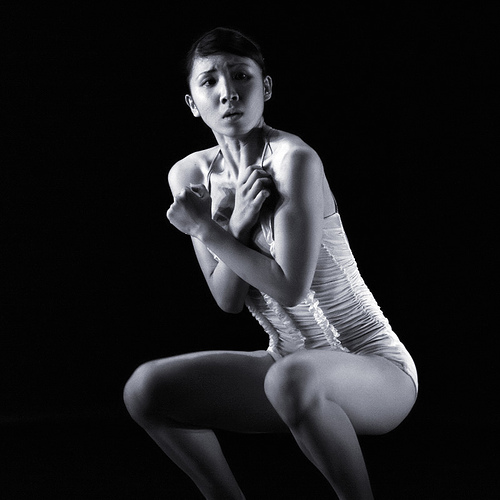
La Mort du cygne au Ballet Junior de Genève, chorégraphie de Thierry Malandain, 2007.

## Création
En 1906, Anna Pavlova demande à son partenaire du théatre Mariinsky, Michel Fokine, un conseil pour un solo qu'elle devra danser pour un gala au Théâtre du Cercle de la Noblesse de Saint-Pétersbourg.
Michel Fokine lui propose la musique du Cygne, treizième mouvement du Carnaval des animaux de Camille Saint-Saëns. L'idée du cygne plaît à Anna Pavlova. Ce solo de pièce d'occasion fut créé en une journée. Michel Fokine improvise des mouvements et Anna Pavlova les corrige en les réinterprétant à sa manière.
Puis en 1907, ce ballet est présenté au théâtre Mariinsky dans le tutu recouvert de plumes et de paillettes dessiné par Léon Bakst pour Anna Pavlova. C'est souvent la date de cette représentation qui est retenue comme étant la date de création de ce ballet.

## Résumé de l'argument
Un cygne vit ses derniers instants en luttant pour se redresser et battre des ailes, pensant pouvoir vaincre la mort. Il finit par s'allonger, posant la tête entre ses ailes déployées sur le sol, vaincu par la mort mais digne.

## Succès de l'œuvre
Cette œuvre est immortalisée par l'incarnation d'Anna Pavlova qui, pour parfaire son geste, a étudié méticuleusement chaque mouvement d'un cygne. Elle dansera ce solo dans le monde entier et jusqu'à sa mort, faisant de ce ballet son titre de gloire.
Durant l'après-guerre, ce solo sera l'apanage de Maïa Plissetskaïa.
Dans ce ballet, l'interprétation a une place importante car les pas de danse y sont d'une grande simplicité. Toutes les ballerines qui ont dansé ce solo, l'ont dansé d'une manière différente, en y réinventant à chaque fois l'interprétation.
La Mort du cygne reste à ce jour l'une des œuvres les plus célèbres du répertoire académique. En 2020, Ingrid Silva danse avec ses collègues du monde entier, dans l'adaptation de La Mort du cygne de Misty Copeland, pour la collecte de fonds Swans for Relief en réponse à l'impact de la pandémie de Covid-19 dans la communauté de la danse.